# 永丰乡 (澧县)
永丰乡，是中华人民共和国湖南省常德市澧县下辖的一个乡镇级行政单位。

## 行政区划
永丰乡下辖以下地区：
梅家港社区、东红村、大周村、复兴村、牌楼岗村、张家湾村、曾家港村、同福村、三岭村、永镇村、永兴村、天坪村、青龙窖村”和新河口村。